# Sven Edlund (spårvägschef)
Sven Helmer Edlund, född 21 april 1898 i Ockelbo församling, Gävleborgs län, död 26 augusti 1976, var en svensk spårvägschef.
Efter studier vid högre allmänna läroverket i Gävle och avgångsexamen vid Bergsskolan i Falun 1922 var Edlund anställd vid Dala-Ockelbo-Norrsundets Järnväg 1922–35, trafikchef och verkställande direktör i Falkenbergs Järnväg 1935–39, biträdande bilinspektör vid Statens Järnvägar i Göteborg 1939–40, chefsassistent vid Hälsingborgs stads spårvägar 1940 och blev chef där 1941. Han insjuknade hösten 1948, kunde aldrig återinträda i tjänst och sade därför upp sig året därpå.
Edlund var ordförande i valnämnden i Ockelbo landskommun 1928–35, ledamot av Falkenbergs stads hamnstyrelse 1937–39, av Hallands turisttrafikförenings styrelse 1936–39, revisor i AB Södra Kinds Biltrafik 1935–39, förvaltningsombud vid Enskilda Järnvägarnas Pensionskassa 1935–39 och 1941–45, styrelseledamot i Föreningen för frivillig industribrandkår i Hälsingborg från 1941, ledamot av Hälsingborgs tekniska förenings valnämnd 1942–43, av dess styrelse 1944–46 och sekreterare från 1944. Han utgav en utredning om omnibusdriften inom Kalmar stad (1942).